# Christian Burghartswieser
Christian Burghartswieser (* 6. Oktober 1973) ist ein deutscher Volksschauspieler und Theater-Regisseur.

## Leben
Christian Burghartswieser erhielt von Mona Freiberg Schauspielunterricht. Ende der 1990er Jahre war er mit Filmauftritten erstmals im Fernsehen zu sehen.
Er tritt seit 2000 in zahlreichen Aufführungen des Chiemgauer Volkstheaters auf und führte bei vielen Stücken auch Regie. Bei dem Stück Jagdfieber von 2007 wirkte er am Buch mit.
Seit 2012 betreibt er in seiner Heimatstadt Ruhpolding ein Blumengeschäft.

## Theater und Fernsehen

### Schauspieler
- 1999: Schöne Bescherung
- 2000–2014: Chiemgauer Volkstheater
  - 2000: Der Musikantensimmerl
  - 2000: Schöne Bescherung
  - 2001: Das Verlegenheitskind
  - 2001: Der Spritzbrunnen
  - 2001: Prost Oskar
  - 2002: Silvester Hüttenzauber
  - 2003: Sparmaßnahmen
  - 2003: Zehn kleine Spießerlein
  - 2003: Thomas auf der Himmelsleiter
  - 2003: Das sündige Dorf
  - 2004: Kinder, Kinder
  - 2004: Oh, diese Nachbarn
  - 2004: Mit Vollgas ins Glück
  - 2005: Wia grad der Wind geht
  - 2005: Wenn der Hund nimmer bellt
  - 2005: Obermeiers Silvesterparty
  - 2005: Der Bauerndiplomat
  - 2005: Ein Sack voll Flöhe
  - 2005: Für'n Papa a Frau
  - 2005: Wenn der Hund nimmer Bellt
  - 2006: I versteh bloß Bahnhof
  - 2006: D' Weinslbacher Würschtl-Waly
  - 2006: Fünfzig Minuten Verspätung
  - 2007: Abschlag ins Glück
  - 2007: Vier Väter sind zu viel
  - 2007: Der Silvesterstar
  - 2008: Xaver spielt falsch
  - 2008: Die Giftspritz'n vom Bründlhof
  - 2009: Der Hauptgewinn
  - 2009: Der Silvesterknaller
  - 2009: Der Vatertagsausflug
  - 2010: Bruno's Bruder
  - 2010: Auf Opa ist Verlass
  - 2010: Weihnachten im Polizeirevier
  - 2010: Der Bauern Nero
  - 2011: Man gönnt sich ja sonst nix!
  - 2011: Der ledige Hof
  - 2011: Handylust und Handyfrust
  - 2011: Texas Tom
  - 2011: Der Narrenbacher Almabtrieb
  - 2012: Grenzfeuer
  - 2013: Spekulanten-Quartett
  - 2014: G'sehng und mög'n
- 2001: A sauberne Welt
- 2002: Die scheinheilige Dreifaltigkeit

### Regie
- 2005–2016: Chiemgauer Volkstheater
  - 2005: Die vier Unnahbaren
  - 2007: Die Vorstadt-Diva
  - 2007: Die drei Bummerl
  - 2007: Hochzeit auf Raten
  - 2008: Karriere auf der Alm
  - 2008: Und des am heiligen Abend
  - 2008: Der König von Hohenmoos
  - 2009: A ganz normale Familie
  - 2009: Italienische Zuständ
  - 2009: Die Jungfernwallfahrt
  - 2010: Da Schippedupfer
  - 2010: Der Bulle von Rosenheim
  - 2010: Weil mir zwoa Spezi san
  - 2011: Der ledige Hof
  - 2011: Der Narrenbacher Almabtrieb
  - 2011: Die Geburtstagsüberraschung
  - 2011: Altaich
  - 2012: Denkbar ungünstig
  - 2012: Grenzfeuer
  - 2012: Der Hunderter im Westentaschl
  - 2012: Vorsicht bissiger Hund
  - 2014: Daniel in der Löwengrube
  - 2016: A Kufern